# Edgar Award
Gli Edgar Allan Poe Awards (più comunemente chiamati Edgars) sono premi assegnati ogni anno dall'organizzazione Mystery Writers of America e, nell'ambito dei generi giallo, horror e thriller, decretano la miglior opera narrativa, saggistica, televisiva, cinematografica e teatrale pubblicata o prodotta nell'anno precedente.

## Categorie
Le categorie includono:
- Miglior romanzo
- Miglior primo romanzo
- Miglior primo romanzo di un autore americano
- Miglior brossurato originale
- Miglior racconto breve
- Miglior fact crime
- Miglior libro critico/biografico
- Miglior romanzo per giovani adulti
- Miglior libro per ragazzi
- Miglior sceneggiatura di un episodio televisivo
- miglior sceneggiatura di un film per la televisione o di una miniserie
- Miglior sceneggiatura
- Miglior opera teatrale
- Premio Robert L. Fish Memorial
- Premio Raven
- Premio Grand Master
- Premio Ellery Queen
- Mary Higgins Clark Award
- Miglior radiodramma
- L'eccezionale critica di mistero
- Miglior film straniero
- Miglior libro tascabile

## Premio Edgar per il miglior romanzo
I vincitori sono indicati in grassetto, tra parentesi il titolo originale (dove presente), a seguire i finalisti.

### Anni 1954-1959
- 1954: Beat Not the Bones di Charlotte Jay
- 1955: Il lungo addio (The Long Good-bye) di Raymond Chandler
- 1956: La porta stretta (Beast in View) di Margaret Millar
  - The Case of the Talking Bug di The Gordons
  - Il talento di mister Ripley (The Talented Mr. Ripley) di Patricia Highsmith
- 1957: A Dram of Poison di Charlotte Armstrong
  - L'uomo che non era partito (The Man Who Didn't Fly) di Margot Bennett
- 1958: Sangue caldo (Room to Swing) di Ed Lacy
  - The Bushman Who Came Back di Arthur Upfield
  - Nel vortice del tempo (The Longest Second) di Bill Ballinger
  - The Night of the Good Children di Marjorie Carleton
- 1959: The Eighth Circle di Stanley Ellin
  - A Gentleman Called di Dorothy Salisbury Davis
  - The Madhouse in Washington Square di David Alexander
  - The Woman in the Woods di Lee Blackstock

### Anni 1960-1969
- 1960: The Hours Before Dawn di Celia Fremlin
  - I nove volti dell'assassino (The List of Adrian Messenger) di Philip MacDonald
- 1961: La notte dei fuochi (The Progress of a Crime) di Julian Symons
  - The Devil's Own di Peter Curtis
  - Un cadavere di troppo (The Traces of Brillhart) di Herbert Brean
  - L'occhio nell'ombra (Watcher in the Shadows) di Geoffrey Household
- 1962: Un rogo per Gideon (Gideon's Fire) di J. J. Marric
  - Avventura a Praga (Night of Wenceslas) di Lionel Davidson
  - Incubo (Nightmare) di Anne Blaisdell
  - La pietra verde (The Green Stone) di Suzanne Blanc
  - Non fare agli altri... (The Wycherly Woman) di Ross Macdonald
- 1963: Un brindisi con l'assassino (Death and the Joyful Woman) di Ellis Peters
  - Knave of Hearts di Dell Shannon
  - Seance di Mark McShane
  - La ballata dell'uomo in fuga (The Ballad of the Running Man) di Shelley Smith
  - The Evil Wish di Jean Potts
  - Il sangue non è acqua (The Zebra-Striped Hearse) di Ross Macdonald
- 1964: Topkapi - La luce del giorno (The Light of the Day) di Eric Ambler
  - Grieve for the Past di Stanton Forbes
  - In pasto ai lupi (The Expendable Man) di Dorothy Hughes
  - The Make-Believe Man di Elizabeth Fenwick
  - Bentornato, Ellery! (The Player on the Other Side) di Ellery Queen
- 1965: La spia che venne dal freddo (The Spy who Came in from the Cold) di John le Carré
  - Jessie è scomparsa (The Friend) di Margaret Millar
  - La notte dei generali (Die Nacht der Generale) di Hans Hellmut Kirst
  - This Rough Magic di Mary Stewart
- 1966: Operazione Phonix (The Quiller Memorandum) di Adam Hall
  - Airs Above the Ground di Mary Stewart
  - Funerale a Berlino (Funeral in Berlin) di Len Deighton
  - Il vespaio (The Far Side of the Dollar) di Ross Macdonald
  - The Pale Betrayer di Dorothy Salisbury Davis
  - The Perfect Murder di H. R. F. Keating
- 1967: Come il re di un paese piovoso (The King of the Rainy Country) di Nicolas Freeling
  - Il guanto insanguinato (Death at the Dolphin) di Ngaio Marsh
  - Di stretta misura (Odds Against) di Dick Francis
  - Venticinque: morto che scappa (The Busy Body) di Donald E. Westlake
- 1968: Un bidone di guai (God Save The Mark) di Donald E. Westlake
  - Il segno della morte (A Parade of Cockeyed Creatures) di George Baxt
  - Flying Finish di Dick Francis
  - Lemon in the Basket di Charlotte Armstrong
  - Rosemary's Baby (Rosemary's Baby) di Ira Levin
  - The Gift Shop di Charlotte Armstrong
- 1969: In caso di necessità (A Case of Need) di Jeffery Hudson
  - A Glass-Sided Ants' Nest di Peter Dickinson
  - Blood Sport di Dick Francis
  - God Speed the Night di Dorothy Salisbury Davis, Jerome Ross
  - Picture Miss Seeton di Heron Carvic
  - L'eredità Valentine (The Valentine Estate) di Stanley Ellin

### Anni 1970-1979
- 1970: Forfeit di Dick Francis
  - Cieco, con la pistola (Blind Man with a Pistol) di Chester Himes
  - Ultima missione per Miro (Miro) di Shaun Herron
  - The Old English Peep Show di Peter Dickinson
  - When in Greece di Emma Lathen
  - Where the Dark Streets Go di Dorothy Salisbury Davis
- 1971: Il poliziotto che ride (Den skrattande polisen) di Maj Sjöwall e Per Wahlöö
  - Autumn of a Hunter di Pat Stadley
  - Mistero senza fine (Beyond this Point Are Monsters) di Margaret Millar
  - Many Deadly Returns di Patricia Moyes
  - Gli ineffabili cinque (The Hot Rock) di Donald E. Westlake
  - The Hound and the Fox and the Harper di Shaun Herron
- 1972: Il giorno dello sciacallo (The Day of the Jackal) di Frederick Forsyth
  - Scuola per infermiere (Shroud for a Nightingale) di P.D. James
  - Sir, You Bastard di G.F. Newman
  - The Fly on the Wall di Tony Hillerman
  - Who Killed Enoch Powell? di Arthur Wise
- 1973: The Lingala Code di Warren Kiefer
  - I due cuori di Roman Grey (Canto for a Gypsy) di Martin Cruz Smith
  - Virgil Tibbs: Cinque giade preziose (Five Pieces of Jade) di John Ball
  - The Shooting Gallery di Hugh C. Rae
  - Tied Up in Tinsel di Ngaio Marsh
- 1974: Là dove danzano i morti (Dance Hall of the Dead) di Tony Hillerman
  - Amigo, Amigo (Amigo, Amigo) di Francis Clifford
  - Un lavoro inadatto a una donna (An Unsuitable Job for a Woman) di P.D. James
  - Dear Laura di Jean Stubbs
  - Complotto di famiglia (The Rainbird Pattern) di Victor Canning
- 1975: Peter's Pence di Jon Cleary
  - Sulla pelle di lui (Goodbye and Amen) di Francis Clifford
  - The Lester Affair di Andrew Garve
  - L'uomo che amava gli zoo (The Man Who Loved Zoos) di Malcolm Bosse
  - The Silver Bears di Paul E. Erdman
- 1976: Spionaggio d'autore (Hopscotch) di Brian Garfield
  - La preda di Harry (Harry's Game) di Gerald Seymour
  - Operation Alcestic di Maggie Rennert
  - The Gargoyle Conspiracy di Martin Albert
  - The Money Harvest di Ross Thomas
- 1977: Promised Land di Robert B. Parker
  - A Madness of the Heart di Richard Neely
  - The Cavanaugh Quest di Thomas Gifford
  - I figli della gloria (The Glory Boys) di Gerald Seymour
  - Le strade di Montreal (The Main) di Trevanian
- 1978: Perché un poeta? (Catch Me: Kill Me) di William H. Hallahan
  - Laidlaw - Indagine a Glasgow (Laidlaw) di William McIlvanney
  - L'ala della notte (Nightwing) di Martin Cruz Smith
- 1979: La cruna dell'ago (Eye of the Needle) di Ken Follett
  - Sulle orme di un'ombra (A Sleeping Life) di Ruth Rendell
  - Donna che ascolta (Listening Woman) di Tony Hillerman
  - The Shallow Grave di Jack S. Scott
  - The Snake di John Godey

### Anni 1980-1989
- 1980: La via del Rheingold (The Rheingold Route) di Arthur Maling
  - A Coat of Varnish di C.P. Snow
  - Death of a Mystery Writer di Robert Barnard
  - Fire in the Barley di Frank Parrish
  - La morte mi ama (Make Death Love Me) di Ruth Rendell
- 1981: Criniere al vento (Whip Hand) di Dick Francis
  - Death Drop di B. M. Gill
  - Death of a Literary Widow di Robert Barnard
  - Man on Fire di A.J. Quinnell
  - The Spy's Wife di Reginald Hill
- 1982: Artigli sulla città (Peregrine) di William Bayer
  - Bogmail di Patrick McGinley
  - Death in a Cold Climate} di Robert Barnard
  - Dupe di Liza Cody
  - The Amateur di Robert Littell
  - The Other Side of Silence di Ted Allbeury
- 1983: Billingsgate Shoal di Rick Boyer
  - Otto milioni di modi per morire (Eight Million Ways to Die) di Lawrence Block
  - Kahawa di Donald E. Westlake
  - Split Images di Elmore Leonard
  - The Captain di Seymour Shubin
- 1984: Dissolvenza in nero (La Brava) di Elmore Leonard
  - Texas Station di Christopher Leach
  - La tamburina (The Little Drummer Girl) di John le Carré 	 Knopf
  - Il nome della rosa di Umberto Eco
  - Le carte di Tony Veitch (The Papers of Tony Veitch) di William McIlvanney
- 1985: Groviglio spinoso (Briar Patch) di Ross Thomas
  - Chessplayer di William Pearson
  - Emily Dickinson è morta (Emily Dickinson is Dead) di Jane Langton
  - The Black Seraphim di Michael Gilbert
  - Il dodicesimo giurato (The Twelfth Juror) di B. M. Gill
- 1986: Il sospetto (The Suspect) di L. R. Wright
  - A Shock to the System di Simon Brett
  - La sfida del corvo (An Unkindness of Ravens) di Ruth Rendell
  - Città di vetro (City of Glass: The New York Trilogy, Part 1) di Paul Auster
  - L'albero delle mani (The Tree of Hands) di Ruth Rendell
- 1987: Occhi nel buio (A Dark-Adapted Eye) di Barbara Vine
  - Un gusto per la morte (A Taste of Death) di P.D. James
  - Una libertà molto condizionata (Come Morning) di Joe Gores
  - The Blind Run di Brian Freemantle
  - The Straight Man di Roger L. Simon
- 1988: Old Bones di Aaron Elkins
  - A Trouble of Fools di Linda Barnes
  - Nursery Crimes di B. M. Gill
  - L'acre sapore del sidro (Rough Cider) di Peter Lovesey
  - The Corpse in Oozak's Pond di Charlotte MacLeod
- 1989: Alba siberiana (A Cold Red Sunrise) di Stuart M. Kaminsky
  - Ladri del tempo (A Thief of Time) di Tony Hillerman
  - In the Lake of the Moon di David L. Lindsey
  - Joey's Case di K.C. Constantine
  - Sacrificial Ground di Thomas H. Cook

### Anni 1990-1999
- 1990: Black Cherry Blues (Black Cherry Blues) di James Lee Burke
  - A Question of Guilt di Frances Fyfield
  - Death of a Joyce Scholar di Bartholomew Gill
  - Goldilocks di Andrew Coburn
  - The Booster di Eugene Izzi
- 1991: Delitto a New Orleans (New Orleans Mourning) di Julie Smith
  - Ossa e silenzio (Bones and Silence) di Reginald Hill
  - Deadfall In Berlin di R.D. Zimmerman
  - Fade the Heat di Jay Brandon
  - Whiskey River di Loren Estleman
- 1992: La perdizione (A Dance at the Slaughterhouse) di Lawrence Block
  - Non dire una parola (Don't Say a Word) di Andrew Klavan
  - I.O.U. di Nancy Pickard
  - Palindromo: La doppia verità (Palindrome) di Stuart Woods
  - Prior Convictions di Lia Matera
- 1993: Bootlegger's Daughter di Margaret Maron
  - 32 Cadillacs di Joe Gores
  - Backhand di Liza Cody
  - Pomona Queen (Pomona Queen) di Kem Nunn
  - Farfalla bianca (White Butterfly) di Walter Mosley
- 1994: La scultrice (The Sculptress) di Minette Walters
  - La squadra (Free Fall) di Robert Crais
  - Il senso di Smilla per la neve (Frøken Smillas fornemmelse for sne) di Peter Høeg
  - The Journeyman Tailor di Gerald Seymour
  - Wolf in the Shadows di Marcia Muller
- 1995: Rime di sangue (The Red Scream) di Mary Willis Walker
  - Una lunga linea di morte (A Long Line of Dead Men) di Lawrence Block
  - Lights Out di Peter Abrahams
  - Miami, It's Murder di Edna Buchanan
  - Wednesday's Child di Peter Robinson
- 1996: Purosangue (Come to Grief) di Dick Francis
  - Le ceneri del corvo (The Bookman's Wake) di John Dunning
  - The Roaring Boy di Edward Marston
  - Il carnefice (The Shadow Man) di John Katzenbach
  - La chiamata (The Summons) di Peter Lovesey
- 1997: Il mistero della Chatam School (The Chatham School Affair) di Thomas H. Cook
  - Hearts and Bones di Margaret Lawrence
  - Mean Streak di Carolyn Wheat
  - Il battesimo (Pentecost Alley) di Anne Perry
  - With Child di Laurie R. King
- 1998: Terra violenta (Cimarron Rose) di James Lee Burke
  - In una terra straniera (A Wasteland of Strangers) di Bill Pronzini
  - Morte grezza (Black and Blue) di Ian Rankin
  - Voci segrete (Dreaming of the Bones) di Deborah Crombie
  - The Purification Ceremony di Mark T. Sullivan
- 1999: La confessione di Mister White (Mr. White's Confession) di Robert Clark
  - A Likeness in Stone di J. Wallis Martin
  - Beyond Recall di Robert Goddard
  - Debito di sangue (Blood Work) di Michael Connelly
  - The Last Days of Il Duce di Domenic Stansberry

### Anni 2000-2009
- 2000: Ossa (Bones) di Jan Burke
  - In a Dry Season di Peter Robinson
  - L.A. Killer (L.A. Requiem) di Robert Crais
  - Un fiume di tenebre (River of Darkness) di Rennie Airth
  - Strawberry Sunday di Stephen Greenleaf
- 2001: In fondo alla palude (The Bottoms) di Joe R. Lansdale
  - A Dangerous Road di Kris Nelscott
  - L'esecuzione (A Place of Execution) di Val McDermid
  - La luce rossa (Red Light) di T. Jefferson Parker
  - The Whole Truth di Nancy Pickard
- 2002: Silent Joe di T. Jefferson Parker
  - Money (Money, Money, Money) di Ed McBain
  - Reflecting the Sky di S.J. Rozan
  - Non dirlo a nessuno (Tell No One) di Harlan Coben
  - Il giudizio (The Judgment) di Dudley W. Buffa
- 2003: Winter and Night di S. J. Rozan
  - La città delle ossa (City of Bones) di Michael Connelly
  - La ballata di Jolie Blon (Jolie Blon Bounce) di James Lee Burke
  - No Good Deed di Manda Scott
  - Savannah Blues di Mary Kay Andrews
- 2004: Casi sepolti (Resurrection Men) di Ian Rankin
  - Maisie Dobbs di Jacqueline Winspear
  - Le quattro casalinghe di Tokyo (Auto) di Natsuo Kirino
  - Prima della notte (The Guards) di Ken Bruen
- 2005: California Girl (California Girl) di T. Jefferson Parker
  - By a Spiders Thread di Laura Lippman
  - Evan's Gate di Rhys Bowen
  - Out of the Deep I Cry di Julia Spencer-Fleming
  - Remembering Sarah di Chris Mooney
- 2006: Senza passato (Citizen Vince) di Jess Walter
  - Il guardiano del buio (Drama City) di George Pelecanos
  - Foglie rosse (Red Leaves) di Thomas H. Cook
  - Avvocato di difesa (The Lincoln Lawyer) di Michael Connelly
  - Sparizione (Vanish) di Tess Gerritsen
- 2007: L'albero dei giannizzeri (The Janissary Tree) di Jason Goodwin
  - La scuola dei desideri (Gentlemen & Players) di Joanne Harris
  - Liberation Movements di Olen Steinhauer
  - The Dead Hour di Denise Mina
  - The Pale Blue Eye di Louis Bayard
  - The Virgin of Small Plains di Nancy Pickard
- 2008: La legge del sospetto (Down River) di John Hart
  - Dove è sempre notte (Christine Falls) di Benjamin Black
  - Il prete (Priest) di Ken Bruen
  - Soul Patch di Reed Farrel Coleman
  - Il sindacato dei poliziotti yiddish (The Yiddish Policemen's Union) di Michael Chabon
- 2009: Un angolo di paradiso (Blue Heaven) di C. J. Box
  - Curse of the Spellmans di Lisa Lutz
  - Missing di Karin Alvtegen
  - Sins of the Assassin di Robert Ferrigno
  - The Night Following di Morag Joss
  - The Price of Blood di Declan Hughes

### Anni 2010-2019
- 2010: Il rito del fuoco (The Last Child) di John Hart
  - Gli scomparsi (The Missing) di Tim Gautreaux
  - The Odds di Kathleen George
  - Mystic Arts of Erasing All Signs of Death di Charlie Huston
  - Nemesi (Sorgenfri / Nemesis) di Jo Nesbø
  - A Beautiful Place to Die di Malla Nunn
- 2011: Combinazione mortale (The Lock Artist) di Steve Hamilton
  - Caught di Harlan Coben
  - L'avvoltoio (Crooked Letter, Crooked Letter) di Tom Franklin
  - I luoghi infedeli (Faithful Place) di Tana French
  - The Queen of Patpong di Timothy Hallinan
  - I'd Know You Anywhere di Laura Lippman
- 2012: Gone di Mo Hayder
  - The Ranger di Ace Atkins
  - Il sospettato X (The Devotion of Suspect X) di Keigo Higashino
  - Quota 1222 (1222) di Anne Holt
  - Field Gray di Philip Kerr
- 2013: La legge della notte (Live by Night) di Dennis Lehane
  - The Lost Ones di Ace Atkins
  - Il dio di Gotham (The Gods of Gotham) di Lyndsay Faye
  - L'amore bugiardo (Gone Girl: A Novel) di Gillian Flynn
  - Potboiler di Jesse Kellerman
  - Sunset di Al Lamanda
  - All I Did Was Shoot My Man di Walter Mosley
- 2014: La natura della grazia (Ordinary Grace) di William Kent Krueger
  - Il caso Sandrine (Sandrine's Case) di Thomas H. Cook
  - Gli umani (The Humans) di Matt Haig
  - How the Light Gets In di Louise Penny
  - Corpi nella nebbia (Standing in Another Man's Grave) di Ian Rankin
  - Until She Comes Home di Lori Roy
- 2015: Mr. Mercedes (Mr. Mercedes) di Stephen King[1]
  - This Dark Road to Mercy di Wiley Cash
  - Wolf di Mo Hayder
  - The Final Silence di Stuart Neville
  - L'ombra dei peccatori (Saints of the Shadow Bible) di Ian Rankin
  - L'orlo del baratro (Cop Town) di Karin Slaughter
- 2016: Let Me Die in His Footsteps di Lori Roy
  - The Strangler Vine di M.J. Carter
  - The Lady from Zagreb di Philip Kerr
  - Life or Death di Michael Robotham
  - Canary di Duane Swierczynski
  - Night Life di David C. Taylor
- 2017: Prima di cadere (Before the Fall) di Noah Hawley
  - La ragazza nel parco (The Ex) di Alafair Burke
  - Where It Hurts di Reed Farrel Coleman
  - Jane Steele di Lyndsay Faye
  - What Remains of Me di Alison Gaylin
- 2018: Texas blues (Bluebird, Bluebird) di Attica Locke
  - L'uomo di Calcutta (A Rising Man) di Abir Mukherjee
  - Prussian Blue di Philip Kerr
  - The Dime di Kathleen Kent
  - Le dodici vite di Samuel Hawley (The Twelve Lives of Samuel Hawley) di Hannah Tinti
- 2019: Down the River Unto the Sea di Walter Mosley
  - The Liar's Girl di Catherine Ryan Howard
  - House Witness di Mike Lawson
  - A Gambler's Jury di Victor Methos
  - Only to Sleep di Lawrence Osborne
  - A Treacherous Curse di Deanna Raybourn

### Anni 2020-2029
- 2020: The Stranger Diaries di Elly Griffiths
  - Fake Like Me di Barbara Bourland
  - Il fiume (The River) di Peter Heller
  - Fumo e cenere (Smoke and Ashes) di Abir Mukherjee
  -  Brava ragazza cattiva ragazza (Good Girl, Bad Girl) di Michael Robotham
- 2021: La pattuglia dei bambini (Djinn Patrol on the Purple Line) di Deepa Anappara[2]
  - Before She Was Helen di Caroline B. Cooney
  - Il club dei delitti del giovedi (Thursday Murder Club) di Richard Osman
  - These Women di Ivy Pochoda
  - The Missing American di Kwei Quartey
  - The Distant Dead di Heather Young
- 2022:Isole di sangue (Five Decembers) di James Kestrel[3]
  - Il segreto dei disegni veneziani (The Venice Sketchbook) di Rhys Bowen
  - Legittima vendetta (Razorblade Tears) di S. A. Cosby
  - How Lucky di Will Leitch
  - No One Will Miss Her di Kat Rosenfield
- 2023:Appunti su un'esecuzione (Notes on an Execution) di Danya Kukafka[4]
  - Devil House di John Darnielle
  - The Devil Takes You Home di Gabino Iglesias
  - La cameriera (The Maid) di Nita Prose
  - Like a Sister di Kellye Garrett
  - Gangland di Chuck Hogan
- 2024:Flags on the Bayou di James Lee Burke[5]
  - All the Sinners Bleed di S. A. Cosby
  - The Madwomen of Paris di Jennifer Cody Epstein
  - Bright Young Women di Jessica Knoll
  - An Honest Man di Michael Koryta
  - The River We Remember di William Kent Krueger
  - Manifesto criminale (Crook Manifesto) di Colson Whitehead

## Premio Edgar per il miglior racconto breve
I vincitori sono indicati in grassetto, tra parentesi il titolo originale (dove presente), a seguire i finalisti.

### Anni 1951-1959
- 1951: Diagnosis: homicide di Lawrence G. Blochman
- 1952: Fancies and Goodnights di John Collier
- 1953: Something to Hide di Philip MacDonald
- 1954: Someone like You di Roald Dahl
- 1955: The House Party di Stanley Ellin
- 1956: Dream No More di Philip MacDonald
- 1957: The Blessington Method di Stanley Ellin
- 1958: The Secret of the Bottle di Gerald Kersh
- 1959: Over There, Darkness di William O'Farrell

### Anni 1960-1969
- 1960: The Landlady di Roald Dahl
- 1961: Tiger di John Durham
- 1962: Affair at Lahore Cantonment di Avram Davidson
- 1963: The Sailing Club di David Ely
- 1964: Man Gehorcht di Leslie Ann Brownrigg
- 1965: H as in Homicide di Lawrence Treat
- 1966: The Possibility of Evil di Shirley Jackson
- 1967: The Chosen One di Rhys Davies
- 1968: The Oblong Room di Edward D. Hoch
- 1969: The Man Who Fooled the World di Warner Law

### Anni 1970-1979
- 1970: Goodbye, Pops di Joe Gores
- 1971: In The Forests of Riga the Beasts Are Very Wild Indeed di Margaret Finn Brown
- 1972: Moonlight Gardener di Robert L. Fish
- 1973: The Purple Shroud di Joyce Harrington
- 1974: The Whimper of Whipped Dogs di Harlan Ellison
- 1975: The Fallen Curtain di Ruth Rendell
- 1976: The Jail di Jesse Hill Ford
- 1977: Like a Terrible Scream di Etta Revesz
- 1978: Chance After Chance di Thomas Walsh
- 1979: The Cloud Beneath The Eaves di Barbara Owens

### Anni 1980-1989
- 1980: Armed and Dangerous di Geoffrey Norman
- 1981: Horn Man di Clark Howard
- 1982: The Absence of Emily di Jack Ritchie
- 1983: There Are No Snakes in Ireland di Frederick Forsyth
- 1984: The New Girlfriend di Ruth Rendell
- 1985: By Dawn's Early Light di Lawrence Block
- 1986: Ride the Lightening di John Lutz
- 1987: Rain in Pinton County di Robert Sampson
- 1988: Soft Monkey di Harlan Ellison
- 1989: Flicks di Bill Crenshaw

### Anni 1990-1999
- 1990: Too Many Crooks di Donald E. Westlake
- 1991: Elvis Lives di Lynne Barrett
- 1992: Nine Sons di Wendy Hornsby
- 1993: Mary, Mary, Shut the Door di Benjamin M. Schutz
- 1994: Keller's Therapy di Lawrence Block
- 1995: The Dancing Bear di Doug Allyn
- 1996: The Judge's Boy di Jean B Cooper
- 1997: Red Clay di Michael Malone
- 1998: Keller on the Spot di Lawrence Block
- 1999: Poachers di Tom Franklin

### Anni 2000-2009
- 2000: Heroes di Anne Perry
- 2001: Missing in Action di Peter Robinson
- 2002: Double-Crossing Delancy di S. J. Rozan
- 2003: Mexican Gatsby di Raymond Steiber
- 2004: The Maids di G. Miki Hayden
- 2005: Something About a Scar di Laurie Lynn Drummond
- 2006: The Catch di James W. Hall
- 2007: The Home Front di Charles Ardai
- 2008: The Golden Gopher di Susan Straight
- 2009: Skinhead Central di T. Jefferson Parker

### Anni 2010-2019
- 2010: Amapola di Luís Alberto Urrea
- 2011: The Scent of Lilacs di Doug Allyn
- 2012: The Man Who Took His Hat Off to the Driver of the Train di Peter Turnbull
- 2013: The Unremarkable Heart di Karin Slaughter
- 2014: The Caxton Private Lending Library & Book Depository di John Connolly
- 2015: What Do You Do? di Gillian Flynn
- 2016: Obits di Stephen King
- 2017: Autumn at the Automat di Lawrence Block
- 2018: Spring Break di John Crowley
- 2019: English 398: Fiction Workshop di Art Taylor

### Anni 2020-2029
- 2020: One of These Nights di Livia Llewellyn
- 2021: "Dust, Ash, Flight," Addis Ababa Noir di Maaza Mengiste
- 2022: The Road to Hana di R. T. Lawton
- 2023: Red Flag di Gregory Fallis
- 2024: Hallowed Ground di Linda Castillo

## Premi per il miglior libro per ragazzi
I vincitori sono indicati in grassetto, a seguire i finalisti. 

### Anni 1961-1969
- 1961: The Mystery of the Haunted Pool di Phyllis A. Whitney
- 1962: The Phantom of Walkaway Hill di Edward Fenton
- 1963: Cutlass Island di Scott Corbett
- 1964: Mystery of the Hidden Hand di Phyllis A. Whitney
- 1965: Mystery at Crane's Landing di Marcella Thum
- 1966: The Mystery of 22 East di Leon Ware
- 1967: Sinbad and Me di Kin Platt
- 1968: Signpost to Terror di Gretchen Sprague
- 1969: The House of Dies Drear di Virginia Hamilton

### Anni 1970-1979
- 1970: Danger at Black Dyke di Winfred Finlay
- 1971: The Intruder di John Rowe Townsend
- 1972: Nightfall di Joan Aiken
- 1973: Deathwatch di Robb White
- 1974: The Long Black Coat di Jay Bennett
- 1975: The Dangling Witness di Jay Bennett
- 1976: Z for Zachariah di Robert C. O'Brien
- 1977: Are You in the House Alone? di Richard Peck
- 1978: A Really Weird Summer di Eloise Jarvis McGraw
- 1979: Alone in Wolf Hollow di Dana Brookins

### Anni 1980-1989
- 1980: The Kidnapping of Christina Lattimore di Joan Lowery Nixon
- 1981: The Seance di Joan Lowery Nixon
- 1982: Taking Terri Mueller di Norma Fox Mazer
- 1983: Il truce assassinio del cane di Bates (The Murder of Hound Dog Bates) di Robbie Branscum
- 1984: The Callender Papers di Cynthia Voigt
- 1985: Night Cry di Phyllis Reynolds Naylor
- 1986: The Sandman's Eyes di Patricia Windsor
- 1987: The Other Side of Dark di Joan Lowery Nixon
- 1988: Lucy Forever and Miss Rosetree di Shrinks di Susan Shreve
- 1989: Megan's Island di Willo Davis Roberts

### Anni 1990-1999
- 1991: Stonewords di Pam Conrad
- 1992: Wanted... Mud Blossom di Betsy Byars
- 1993: Coffin on a Case! di Eve Bunting
- 1994: The Twin in the Tavern di Barbara Brooks Wallace
- 1995: The Absolutely True Story. How I Visited Yellowstone Park with the Terrible Rubes di Willo Davis Roberts
- 1996: Looking for Jamie Bridger di Nancy Springer
- 1997: The Clearing di Dorothy Reynolds Miller
- 1998: Sparrows in the Scullery di Barbara Brooks Wallace
- 1999: Sammy Keyes and the Hotel Thief di Wendelin Van Draanen

### Anni 2000-2009
- 2000: The Night Flyers di Elizabeth McDavid Jones
- 2001: Dovey Coe di Frances O'Roark Dowell
- 2002: Dangling di Lillian Eige
- 2003: Harriet Spies Again di Helen Ericson
- 2004: Bernie Magruder & the Bats in the Belfry di Phyllis Reynolds Naylor
- 2005: Vermeer e il codice segreto (Chasing Vermeer) di Blue Balliett
- 2006: The Boys of San Joaquin di D. James Smith
- 2007: Room One: A Mystery or Two di Andrew Clements
- 2008: The Night Tourist di Katherine Marsh
- 2009: The Postcard di Tony Abbott

### Anni 2010-2019
- 2010: Closed for the Season di Mary Downing Hahn
- 2011: The Buddy Files: The Case of the Lost Boy di Dori Hillestad Butler
- 2012: Icefall di Matthew J. Kirby
- 2013: The Quick Fix di Jack D. Ferraiolo
- 2014: One Came Home di Amy Timberlake
- 2015: Greenglass House di Kate Milford
- 2016: Footer Davis Probably Is Crazy di Susan Vaught
- 2017: OCDaniel di Wesley King
- 2018: Vanished! di James Ponti
- 2019: Otherwood di Pete Hautman

### Anni 2020-2029
- 2020: Me and Sam-Sam Handle the Apocalypse di Susan Vaught
- 2021: Premeditated Myrtle di Elizabeth C. Bunce
- 2022: Concealed di Christina Diaz Gonzalez
- 2023: Aggie Morton Mystery Queen: The Seaside Corpse di Marthe Jocelyn
- 2024: The Ghosts of Rancho Espanto di Adrianna Cuevas

## Premio Mary Higgins Clark
- 2001: Authorized Personnel Only di Barbara D'Amato
- 2002: Summer of Storms di Judith Kelman
- 2003: Absolute Certainty di Rose Connors
- 2004: Song of the Bones di M.K. Preston
- 2005: Grave Endings di Rochelle Majer Krich
- 2006: Dark Angel di Karen Harper
- 2007: Bloodline di Fiona Mountain
- 2008: Wild Indigo di Sandi Ault
- 2009: The Killer's Wife di Bill Floyd
- 2010: Awakening di Sharon Bolton
- 2011: The Crossing Places di Elly Griffiths
- 2012: Learning to Swim di Sara J. Henry
- 2013: The Other Woman di Hank Phillippi Ryan
- 2014: Cover of Snow di Jenny Milchman
- 2015: The Stranger You Know di Jane Casey
- 2016: Little Pretty Things di Lori Rader-Day
- 2017: The Shattered Tree di Charles Todd
- 2018: The Widow’s House di Carol Goodman
- 2019: The Widows of Malabar Hill di Sujata Massey
- 2020: The Night Visitors di Carol Goodman
- 2021: The Cabinets of Barnaby Mayne di Elsa Hart
- 2022: Clark and Division di Naomi Hirahara
- 2023: A Dreadful Splendor di B.R. Myers
- 2024: Play the Fool di Lina Chern

## Premio Edgar per la migliore sceneggiatura
I vincitori sono indicati in grassetto, tra parentesi il titolo originale (dove presente), a seguire i finalisti. 

### Anni 1946-1949
- 1946: L'ombra del passato (Murder, my sweet) di John Paxton
- 1947: I gangsters (The Killers) di Anthony Veiller
- 1948: Odio implacabile (Crossfire) di John Paxton
- 1949: Chiamate Nord 777 (Call Northside 777) di Jerome Cady, Jay Dratler, Henry Hathaway, Leonard Hoffman, Otto Lang, Quentin Reynolds

### Anni 1950-1959
- 1950: La finestra socchiusa (The Window) di Mel Dinelli, Cornell Woolrich
- 1951: Giungla d'asfalto (The Asphalt Jungle) di Ben Maddow
- 1952: Pieta' per i giusti (Detective Story) di Sidney Kingsley, Robert Wyler, Philip Yordan
- 1953: Operazione Cicero (Five fingers) di Otto Lang, Michael G. Wilson
- 1954: Il grande caldo ( The big heat) di Sidney Boehm, William P. McGivern
- 1955: La finestra sul cortile (Rear window) di John Michael Hayes
- 1956: Ore disperate (Desperate hours) di Joseph Hayes
- 1958: La parola ai giurati (Twelve Angry men)  di Reginald Rose
- 1959: La parete di fango (The Defiant Ones) di Nathan E. Douglas, Harold Jacob Smith

### Anni 1960-1969
- 1960: Intrigo internazionale (North by Northwest) di Ernest Lehman
- 1961: Psyco (Psycho) di Robert Bloch, Joseph Stefano
- 1962: Suspense (The Innocents) di William Archibald, Truman Capote
- 1964: Sciarada (Charade) di Peter Stone
- 1965: Piano...piano, dolce Carlotta (Hush hush sweet Charlotte) di Henry Farrell, Lukas Heller
- 1966: La spia che venne dal freddo di Paul Dehn, Guy Trosper
- 1967: Detective's story ( Harper) di William Goldman
- 1968: La calda notte dell'ispettore Tibbs (In the Heat of the night) di Stirling Silliphant
- 1969: Bullitt di Robert L. Fish, Harry Kleiner, Alan R. Trustman

### Anni 1970-1979
- 1970: Z di Costa Gavras, Jorge Semprún
- 1971: Indagine su un cittadino al di sopra di ogni sospetto (Investigation of a Citizen Above Suspicion) di Elio Petri, Ugo Pirro
- 1972: Il braccio violento della legge di Ernest Tidyman
- 1973: Gli insospettabili di Anthony Shaffer
- 1974: Un rebus per l'assassino di Anthony Perkins, Stephen Sondheim
- 1975: Chinatown di Robert Towne
- 1976: I tre giorni del condor di David Rayfiel, Lorenzo Semple Jr.
- 1977: Complotto di famiglia di Ernest Lehman
- 1978: L'occhio privato di Robert Benton
- 1979: Magic-Magia di William Goldman

### Anni 1980-1989
- 1980: La grande rapina al treno (The Great Train Robbery) di Michael Crichton
- 1981: The Black Marble di Joseph Wambaugh
- 1982: Alla maniera di Cutter (Cutter's Way) di Jeffrey Alan Fiskin
- 1983: Quel lungo venerdì santo (The Long Good Friday) di Barrie Keefe
- 1984: Gorky Park di Dennis Potter
- 1985: A Soldier's Story di Charles Fuller
- 1986: Witness di William Kelley, Earl W. Wallace
- 1987: Qualcosa di travolgente (Something Wild) di E. Max Frye
- 1988: Sorveglianza...speciale (Stakeout) di Jim Kouf
- 1989: La sottile linea blu (The thin Blue Line) di Errol Morris

### Anni 1990-1999
- 1990: Schegge di follia (Heathers) di Daniel Waters
- 1991: Rischiose abitudini (The Grifters) di Donald E. Westlake
- 1992: Il silenzio degli innocenti (The Silence Of The Lambs) di Ted Tally
- 1993: I protagonisti (The Player) di Michael Tolkin
- 1994: Un giorno di ordinaria follia (Falling Down) di Ebbe Roe Smith
- 1995: Pulp Fiction di Quentin Tarantino
- 1996: I soliti sospetti di Christopher McQuarrie
- 1997: Lama tagliente (Sling Blade) di Billy Bob Thornton
- 1998: L.A. Confidential di Curtis Hanson, Brian Helgeland
- 1999: Out of Sight di Scott Frank

### Anni 2000-2009
- 2000: Lock & Stock pazzi scatenati di Guy Ritchie
- 2001: Traffic di Stephen Gaghan
- 2002: Memento di Christopher Nolan
- 2003: Chicago di Bill Condon
- 2004: Piccoli affari sporchi (Dirty Pretty Things) di Steve Knight
- 2005: Una lunga domenica di passioni di Jean-Pierre Jeunet
- 2006: Syriana di Stephen Gaghan
- 2007: The Departed di William Monahan
- 2008: Michael Clayton di Tony Gilroy
- 2009: In Bruges di Martin McDonagh
  - Burn After Reading di Ethan Coen, Joel Coen
  - Non dirlo a nessuno  di Guillaume Canet, Phillipe Lefevbre
  - La rapina perfetta di Dick Clement, Ian La Frenais
  - Transsiberian di Brad Anderson